# Bruno Kernen (Skirennfahrer, 1961)
Bruno Kernen (* 25. März 1961 in Schönried, Kanton Bern) ist ein ehemaliger Schweizer Skirennfahrer.
Kernen gewann bei den Junioreneuropameisterschaften 1979 in Achenkirch die Bronzemedaille in der Abfahrt und konnte von 1982 bis 1986 im Weltcup punkten. Im Lauf seiner Weltcupkarriere fuhr er 22-mal unter die besten zehn. Sein grösster Erfolg war 1983 der Sieg beim Hahnenkammrennen in Kitzbühel.
Bruno Kernen hat einen jüngeren Namensvetter: Bruno Kernen, geboren 1972, der ebenfalls Skirennfahrer war.
Kernen betreibt heute zusammen mit seiner Familie in seinem Heimatort Schönried ein Hotel.